# 全国高等学校野球選手権大会 (大分県勢)
全国高等学校野球選手権大会における大分県勢の成績について記す。

## 大会結果
| 大会                  | 代表校                                         | 試合結果                                       | 試合結果                                       | 成績                                           |
| --------------------- | ---------------------------------------------- | ---------------------------------------------- | ---------------------------------------------- | ---------------------------------------------- |
| 第17回大会（1931年）  | 大分商（南九州・初出場）                       | 1回戦                                          | ● 1 - 2 長野商                                 | 初戦敗退                                       |
| 第19回大会（1933年）  | 大分商（南九州・2年ぶり2回目）                 | 2回戦                                          | ● 2 - 3 栃木中                                 | 初戦敗退                                       |
| 第21回大会（1935年）  | 大分商（南九州・2年ぶり3回目）                 | 1回戦                                          | ○ 10 - 0 北海中                                | ベスト8                                        |
| 第21回大会（1935年）  | 大分商（南九州・2年ぶり3回目）                 | 2回戦                                          | ○ 3 - 2 千葉中（延長12回）                     | ベスト8                                        |
| 第21回大会（1935年）  | 大分商（南九州・2年ぶり3回目）                 | 準々決勝                                       | ● 0 - 5 育英商                                 | ベスト8                                        |
| 第24回大会（1938年）  | 大分商（南九州・3年ぶり4回目）                 | 1回戦                                          | ○ 4 - 0 台北一中                               | 2回戦                                          |
| 第24回大会（1938年）  | 大分商（南九州・3年ぶり4回目）                 | 2回戦                                          | ● 0 - 4 平安中                                 | 2回戦                                          |
| 第26回大会（1940年）  | 大分商（南九州・2年ぶり5回目）                 | 1回戦                                          | ● 1 - 3 日大三中（延長18回）                   | 初戦敗退                                       |
| 第29回大会（1947年）  | 臼杵中（南九州・初出場）                       | 1回戦                                          | ● 3 - 5 函館工                                 | 初戦敗退                                       |
| 第30回大会（1948年）  | 大分二（東九州・8年ぶり6回目）                 | 2回戦                                          | ● 0 - 12 小倉                                  | 初戦敗退                                       |
| 第31回大会（1949年）  | 臼杵（東九州・2年ぶり2回目）                   | 1回戦                                          | ○ 6 - 2 武生                                   | 2回戦                                          |
| 第31回大会（1949年）  | 臼杵（東九州・2年ぶり2回目）                   | 2回戦                                          | ● 1 - 2x 松本市立（延長12回）                  | 2回戦                                          |
| 第32回大会（1950年）  | 別府一（東九州・初出場）                       | 1回戦                                          | ● 10 - 11 浜松商                               | 初戦敗退                                       |
| 第33回大会（1951年）  | 大分城崎（東九州・3年ぶり7回目）               | 1回戦                                          | ● 0 - 4 下関西                                 | 初戦敗退                                       |
| 第34回大会（1952年）  | 津久見（東九州・初出場）                       | 1回戦                                          | ● 4 - 10 松山商                                | 初戦敗退                                       |
| 第37回大会（1955年）  | 津久見（東九州・3年ぶり2回目）                 | 2回戦                                          | ○ 10 - 0 成田                                  | ベスト8                                        |
| 第37回大会（1955年）  | 津久見（東九州・3年ぶり2回目）                 | 準々決勝                                       | ● 0 - 3 立命館                                 | ベスト8                                        |
| 第38回大会（1956年）  | 別府鶴見丘（東九州・6年ぶり2回目）             | 1回戦                                          | ○ 6 - 2 足利工                                 | 2回戦                                          |
| 第38回大会（1956年）  | 別府鶴見丘（東九州・6年ぶり2回目）             | 2回戦                                          | ● 0 - 1 米子東                                 | 2回戦                                          |
| 第40回大会（1958年）  | 大分上野丘（初出場）                           | 2回戦                                          | ● 2 - 3 作新学院                               | 初戦敗退                                       |
| 第43回大会（1961年）  | 高田（中九州・初出場）                         | 1回戦                                          | ● 0 - 5 高知商                                 | 初戦敗退                                       |
| 第44回大会（1962年）  | 大分商（中九州・11年ぶり8回目）                | 1回戦                                          | ● 0 - 1 山口鴻城                               | 初戦敗退                                       |
| 第45回大会（1963年）  | 津久見（8年ぶり3回目）                         | 1回戦                                          | ● 3 - 4 中京商                                 | 初戦敗退                                       |
| 第47回大会（1965年）  | 津久見（中九州・2年ぶり4回目）                 | 1回戦                                          | ○ 7 - 4 海星                                   | ベスト8                                        |
| 第47回大会（1965年）  | 津久見（中九州・2年ぶり4回目）                 | 2回戦                                          | ○ 5 - 0 徳島商                                 | ベスト8                                        |
| 第47回大会（1965年）  | 津久見（中九州・2年ぶり4回目）                 | 準々決勝                                       | ● 1 - 13 秋田                                  | ベスト8                                        |
| 第48回大会（1966年）  | 津久見（中九州・2年連続5回目）                 | 1回戦                                          | ● 3 - 8 報徳学園                               | 初戦敗退                                       |
| 第49回大会（1967年）  | 大分商（中九州・5年ぶり9回目）                 | 1回戦                                          | ○ 8 - 0 網走南ヶ丘                             | ベスト8                                        |
| 第49回大会（1967年）  | 大分商（中九州・5年ぶり9回目）                 | 2回戦                                          | ○ 1x - 0 小倉工（延長10回）                    | ベスト8                                        |
| 第49回大会（1967年）  | 大分商（中九州・5年ぶり9回目）                 | 準々決勝                                       | ● 5 - 19 市和歌山商                            | ベスト8                                        |
| 第50回大会（1968年）  | 津久見（2年ぶり6回目）                         | 1回戦                                          | ○ 6 - 5 高岡商（延長12回）                     | 3回戦                                          |
| 第50回大会（1968年）  | 津久見（2年ぶり6回目）                         | 2回戦                                          | ○ 7 - 3 大宮工                                 | 3回戦                                          |
| 第50回大会（1968年）  | 津久見（2年ぶり6回目）                         | 3回戦                                          | ● 2 - 9 盛岡一                                 | 3回戦                                          |
| 第51回大会（1969年）  | 大分商（中九州・2年ぶり10回目）                | 1回戦                                          | ● 2 - 3x 三沢（延長10回）                      | 初戦敗退                                       |
| 第52回大会（1970年）  | 大分商（中九州・2年連続11回目）                | 1回戦                                          | ○ 5 - 1 九州工（延長15回）                     | ベスト8                                        |
| 第52回大会（1970年）  | 大分商（中九州・2年連続11回目）                | 2回戦                                          | ○ 5 - 2 日大一                                 | ベスト8                                        |
| 第52回大会（1970年）  | 大分商（中九州・2年連続11回目）                | 準々決勝                                       | ● 0 - 7 PL学園                                 | ベスト8                                        |
| 第53回大会（1971年）  | 鶴崎工（中九州・初出場）                       | 1回戦                                          | ● 1 - 5 静岡学園                               | 初戦敗退                                       |
| 第54回大会（1972年）  | 津久見（中九州・4年ぶり7回目）                 | 1回戦                                          | ○ 3x - 2 鹿児島商                              | 優勝                                           |
| 第54回大会（1972年）  | 津久見（中九州・4年ぶり7回目）                 | 2回戦                                          | ○ 13 - 1 苫小牧工                              | 優勝                                           |
| 第54回大会（1972年）  | 津久見（中九州・4年ぶり7回目）                 | 準々決勝                                       | ○ 1x - 0 明星                                  | 優勝                                           |
| 第54回大会（1972年）  | 津久見（中九州・4年ぶり7回目）                 | 準決勝                                         | ○ 5 - 3 天理                                   | 優勝                                           |
| 第54回大会（1972年）  | 津久見（中九州・4年ぶり7回目）                 | 決勝                                           | ○ 3 - 1 柳井                                   | 優勝                                           |
| 第55回大会（1973年）  | 日田林工（初出場）                             | 1回戦                                          | ○ 1 - 0 糸魚川商工                             | 3回戦                                          |
| 第55回大会（1973年）  | 日田林工（初出場）                             | 2回戦                                          | ○ 3 - 0 浜田商                                 | 3回戦                                          |
| 第55回大会（1973年）  | 日田林工（初出場）                             | 3回戦                                          | ● 2 - 3 広島商                                 | 3回戦                                          |
| 第56回大会（1974年）  | 佐伯鶴城（中九州・初出場）                     | 2回戦                                          | ○ 9 - 0 野沢北                                 | 3回戦                                          |
| 第56回大会（1974年）  | 佐伯鶴城（中九州・初出場）                     | 3回戦                                          | ● 0 - 2 前橋工                                 | 3回戦                                          |
| 第58回大会（1976年）  | 柳ヶ浦（初出場）                               | 1回戦                                          | ○ 3 - 1 花北商                                 | 2回戦                                          |
| 第58回大会（1976年）  | 柳ヶ浦（初出場）                               | 2回戦                                          | ● 1 - 7 中京                                   | 2回戦                                          |
| 第59回大会（1977年）  | 津久見（5年ぶり8回目）                         | 2回戦                                          | ○ 9 - 1 京都商                                 | 3回戦                                          |
| 第59回大会（1977年）  | 津久見（5年ぶり8回目）                         | 3回戦                                          | ● 6 - 10x 大鉄                                 | 3回戦                                          |
| 第60回大会（1978年）  | 日田林工（5年ぶり2回目）                       | 2回戦                                          | ○ 3 - 0 鶴商学園                               | 3回戦                                          |
| 第60回大会（1978年）  | 日田林工（5年ぶり2回目）                       | 3回戦                                          | ● 0 - 5 天理                                   | 3回戦                                          |
| 第61回大会（1979年）  | 大分商（9年ぶり12回目）                        | 1回戦                                          | ○ 4 - 1 弘前実                                 | ベスト8                                        |
| 第61回大会（1979年）  | 大分商（9年ぶり12回目）                        | 2回戦                                          | ○ 6 - 3 佐賀商                                 | ベスト8                                        |
| 第61回大会（1979年）  | 大分商（9年ぶり12回目）                        | 3回戦                                          | ○ 3 - 2 日大山形                               | ベスト8                                        |
| 第61回大会（1979年）  | 大分商（9年ぶり12回目）                        | 準々決勝                                       | ● 3 - 6 横浜商                                 | ベスト8                                        |
| 第62回大会（1980年）  | 大分商（2年連続13回目）                        | 1回戦                                          | ○ 4 - 2 福岡                                   | 2回戦                                          |
| 第62回大会（1980年）  | 大分商（2年連続13回目）                        | 2回戦                                          | ● 3 - 5 浜松商                                 | 2回戦                                          |
| 第63回大会（1981年）  | 津久見（4年ぶり9回目）                         | 2回戦                                          | ● 3 - 5 岡谷工                                 | 初戦敗退                                       |
| 第64回大会（1982年）  | 津久見（2年連続10回目）                        | 2回戦                                          | ○ 10 - 0 東海大浦安                            | ベスト8                                        |
| 第64回大会（1982年）  | 津久見（2年連続10回目）                        | 3回戦                                          | ○ 3 - 2 佐賀商（延長14回）                     | ベスト8                                        |
| 第64回大会（1982年）  | 津久見（2年連続10回目）                        | 準々決勝                                       | ● 1 - 5 中京                                   | ベスト8                                        |
| 第65回大会（1983年）  | 中津工（初出場）                               | 1回戦                                          | ○ 8 - 2 八戸工大一                             | 2回戦                                          |
| 第65回大会（1983年）  | 中津工（初出場）                               | 2回戦                                          | ● 0 - 7 PL学園                                 | 2回戦                                          |
| 第66回大会（1984年）  | 別府商（初出場）                               | 1回戦                                          | ○ 3 - 2 星稜                                   | 2回戦                                          |
| 第66回大会（1984年）  | 別府商（初出場）                               | 2回戦                                          | ● 3 - 5 金足農                                 | 2回戦                                          |
| 第67回大会（1985年）  | 津久見（3年ぶり11回目）                        | 2回戦                                          | ○ 5 - 1 東海大工                               | 3回戦                                          |
| 第67回大会（1985年）  | 津久見（3年ぶり11回目）                        | 3回戦                                          | ● 0 - 3 PL学園                                 | 3回戦                                          |
| 第68回大会（1986年）  | 佐伯鶴城（12年ぶり2回目）                      | 2回戦                                          | ○ 4 - 3 仙台育英                               | ベスト8                                        |
| 第68回大会（1986年）  | 佐伯鶴城（12年ぶり2回目）                      | 3回戦                                          | ○ 2 - 0 秋田工                                 | ベスト8                                        |
| 第68回大会（1986年）  | 佐伯鶴城（12年ぶり2回目）                      | 準々決勝                                       | ● 2 - 4 天理                                   | ベスト8                                        |
| 第69回大会（1987年）  | 柳ヶ浦（11年ぶり2回目）                        | 1回戦                                          | ○ 2 - 0 帯広北                                 | 2回戦                                          |
| 第69回大会（1987年）  | 柳ヶ浦（11年ぶり2回目）                        | 2回戦                                          | ● 2 - 5 延岡工                                 | 2回戦                                          |
| 第70回大会（1988年）  | 津久見（3年ぶり12回目）                        | 2回戦                                          | ○ 4 - 1 札幌開成                               | ベスト8                                        |
| 第70回大会（1988年）  | 津久見（3年ぶり12回目）                        | 3回戦                                          | ○ 1 - 0 大垣商                                 | ベスト8                                        |
| 第70回大会（1988年）  | 津久見（3年ぶり12回目）                        | 準々決勝                                       | ● 0 - 5 広島商                                 | ベスト8                                        |
| 第71回大会（1989年）  | 鶴崎工（18年ぶり2回目）                        | 1回戦                                          | ○ 5 - 1 富山商                                 | 2回戦                                          |
| 第71回大会（1989年）  | 鶴崎工（18年ぶり2回目）                        | 2回戦                                          | ● 2 - 3x 倉敷商（延長12回）                    | 2回戦                                          |
| 第72回大会（1990年）  | 藤蔭（初出場）                                 | 1回戦                                          | ● 2 - 4 仙台育英                               | 初戦敗退                                       |
| 第73回大会（1991年）  | 柳ヶ浦（4年ぶり3回目）                         | 1回戦                                          | ○ 8 - 1 新潟明訓                               | 2回戦                                          |
| 第73回大会（1991年）  | 柳ヶ浦（4年ぶり3回目）                         | 2回戦                                          | ● 1 - 5 桐蔭学園                               | 2回戦                                          |
| 第74回大会（1992年）  | 柳ヶ浦（2年連続4回目）                         | 1回戦                                          | ● 1 - 4 日大山形                               | 初戦敗退                                       |
| 第75回大会（1993年）  | 大分工（45年ぶり2回目）                        | 2回戦                                          | ● 3 - 6 日大山形                               | 初戦敗退                                       |
| 第76回大会（1994年）  | 柳ヶ浦（2年ぶり5回目）                         | 1回戦                                          | ○ 7 - 1 小山                                   | ベスト4                                        |
| 第76回大会（1994年）  | 柳ヶ浦（2年ぶり5回目）                         | 2回戦                                          | ○ 14 - 4 近江                                  | ベスト4                                        |
| 第76回大会（1994年）  | 柳ヶ浦（2年ぶり5回目）                         | 3回戦                                          | ○ 5 - 0 創価                                   | ベスト4                                        |
| 第76回大会（1994年）  | 柳ヶ浦（2年ぶり5回目）                         | 準々決勝                                       | ○ 6 - 5 仙台育英                               | ベスト4                                        |
| 第76回大会（1994年）  | 柳ヶ浦（2年ぶり5回目）                         | 準決勝                                         | ● 2 - 10 樟南                                  | ベスト4                                        |
| 第77回大会（1995年）  | 日田（初出場）                                 | 1回戦                                          | ● 1 - 9 享栄                                   | 初戦敗退                                       |
| 第78回大会（1996年）  | 佐伯鶴城（10年ぶり3回目）                      | 1回戦                                          | ● 2 - 3x 市船橋                                | 初戦敗退                                       |
| 第79回大会（1997年）  | 大分商（17年ぶり14回目）                       | 2回戦                                          | ○ 4 - 0 桑名西                                 | 3回戦                                          |
| 第79回大会（1997年）  | 大分商（17年ぶり14回目）                       | 3回戦                                          | ● 1 - 4 佐野日大                               | 3回戦                                          |
| 第80回大会（1998年）  | 柳ヶ浦（4年ぶり6回目）                         | 1回戦                                          | ● 1 - 6 横浜                                   | 初戦敗退                                       |
| 第81回大会（1999年）  | 日田林工（21年ぶり3回目）                      | 2回戦                                          | ○ 5 - 3 聖望学園                               | 3回戦                                          |
| 第81回大会（1999年）  | 日田林工（21年ぶり3回目）                      | 3回戦                                          | ● 4 - 7 青森山田（延長11回）                   | 3回戦                                          |
| 第82回大会（2000年）  | 中津工（17年ぶり2回目）                        | 2回戦                                          | ● 0 - 6 日大豊山                               | 初戦敗退                                       |
| 第83回大会（2001年）  | 明豊（初出場）                                 | 1回戦                                          | ○ 20 - 0 聖光学院                              | ベスト8                                        |
| 第83回大会（2001年）  | 明豊（初出場）                                 | 2回戦                                          | ○ 4x - 3 佐野日大                              | ベスト8                                        |
| 第83回大会（2001年）  | 明豊（初出場）                                 | 3回戦                                          | ○ 6 - 5 習志野                                 | ベスト8                                        |
| 第83回大会（2001年）  | 明豊（初出場）                                 | 準々決勝                                       | ● 2 - 9 日大三                                 | ベスト8                                        |
| 第84回大会（2002年）  | 柳ヶ浦（4年ぶり7回目）                         | 2回戦                                          | ● 3 - 5 中京                                   | 初戦敗退                                       |
| 第85回大会（2003年）  | 柳ヶ浦（2年連続8回目）                         | 1回戦                                          | ● 1 - 2 常総学院                               | 初戦敗退                                       |
| 第86回大会（2004年）  | 明豊（3年ぶり2回目）                           | 1回戦                                          | ● 3 - 6 中京大中京                             | 初戦敗退                                       |
| 第87回大会（2005年）  | 別府青山（初出場）                             | 1回戦                                          | ● 2 - 7 東北                                   | 初戦敗退                                       |
| 第88回大会（2006年）  | 鶴崎工（17年ぶり3回目）                        | 1回戦                                          | ● 1 - 13 早稲田実                              | 初戦敗退                                       |
| 第89回大会（2007年）  | 楊志館（初出場）                               | 2回戦                                          | ○ 6 - 4 高知                                   | ベスト8                                        |
| 第89回大会（2007年）  | 楊志館（初出場）                               | 3回戦                                          | ○ 6 - 3 開星                                   | ベスト8                                        |
| 第89回大会（2007年）  | 楊志館（初出場）                               | 準々決勝                                       | ● 1 - 7 長崎日大                               | ベスト8                                        |
| 第90回大会（2008年）  | 日田林工（9年ぶり4回目）                       | 1回戦                                          | ● 2 - 16 大阪桐蔭                              | 初戦敗退                                       |
| 第91回大会（2009年）  | 明豊（5年ぶり3回目）                           | 1回戦                                          | ○ 4x - 3 興南                                  | ベスト8                                        |
| 第91回大会（2009年）  | 明豊（5年ぶり3回目）                           | 2回戦                                          | ○ 4 - 0 西条                                   | ベスト8                                        |
| 第91回大会（2009年）  | 明豊（5年ぶり3回目）                           | 3回戦                                          | ○ 8 - 6 常葉橘（延長12回）                     | ベスト8                                        |
| 第91回大会（2009年）  | 明豊（5年ぶり3回目）                           | 準々決勝                                       | ● 6 - 7 花巻東（延長10回）                     | ベスト8                                        |
| 第92回大会（2010年）  | 大分工（17年ぶり3回目）                        | 1回戦                                          | ● 4 - 5x 延岡学園（延長10回）                  | 初戦敗退                                       |
| 第93回大会（2011年）  | 明豊（2年ぶり4回目）                           | 2回戦                                          | ○ 6 - 3 東京都市大塩尻                         | 3回戦                                          |
| 第93回大会（2011年）  | 明豊（2年ぶり4回目）                           | 3回戦                                          | ● 1 - 7 関西                                   | 3回戦                                          |
| 第94回大会（2012年）  | 杵築（初出場）                                 | 1回戦                                          | ● 0 - 14 常総学院                              | 初戦敗退                                       |
| 第95回大会（2013年）  | 大分商（16年ぶり15回目）                       | 1回戦                                          | ● 2 - 8 修徳                                   | 初戦敗退                                       |
| 第96回大会（2014年）  | 大分（初出場）                                 | 1回戦                                          | ● 2 - 5 日本文理                               | 初戦敗退                                       |
| 第97回大会（2015年）  | 明豊（4年ぶり5回目）                           | 1回戦                                          | ● 1 - 12 仙台育英                              | 初戦敗退                                       |
| 第98回大会（2016年）  | 大分（2年ぶり2回目）                           | 1回戦                                          | ● 4 - 12 中京                                  | 初戦敗退                                       |
| 第99回大会（2017年）  | 明豊（2年ぶり6回目）                           | 2回戦                                          | ○ 7 - 6 坂井                                   | ベスト8                                        |
| 第99回大会（2017年）  | 明豊（2年ぶり6回目）                           | 3回戦                                          | ○ 9x - 8 神村学園（延長12回）                  | ベスト8                                        |
| 第99回大会（2017年）  | 明豊（2年ぶり6回目）                           | 準々決勝                                       | ● 9 - 13 天理                                  | ベスト8                                        |
| 第100回大会（2018年） | 藤蔭（28年ぶり2回目）                          | 1回戦                                          | ● 4 - 9 星稜                                   | 初戦敗退                                       |
| 第101回大会（2019年） | 藤蔭（2年連続3回目）                           | 1回戦                                          | ● 4 - 6 明徳義塾                               | 初戦敗退                                       |
| 第102回大会（2020年） | （新型コロナウイルス感染症流行による大会中止） | （新型コロナウイルス感染症流行による大会中止） | （新型コロナウイルス感染症流行による大会中止） | （新型コロナウイルス感染症流行による大会中止） |
| 第103回大会（2021年） | 明豊（4年ぶり7回目）                           | 1回戦                                          | ● 0 - 6 専大松戸                               | 初戦敗退                                       |
| 第104回大会（2022年） | 明豊（2年連続8回目）                           | 1回戦                                          | ○ 7 - 3 樹徳                                   | 3回戦                                          |
| 第104回大会（2022年） | 明豊（2年連続8回目）                           | 2回戦                                          | ○ 7 - 5 一関学院                               | 3回戦                                          |
| 第104回大会（2022年） | 明豊（2年連続8回目）                           | 3回戦                                          | ● 2 - 5 愛工大名電                             | 3回戦                                          |
| 第105回大会（2023年） | 明豊（3年連続9回目）                           | 1回戦                                          | ● 8 - 9x 北海（延長10回TB）                    | 初戦敗退                                       |
| 第106回大会（2024年） | 明豊（4年連続10回目）                          | 1回戦                                          | ● 4 - 8 小松大谷                               | 初戦敗退                                       |
| 第107回大会（2025年） | 明豊（5年連続11回目）                          | 1回戦                                          | ○ 6 - 2 市立船橋                               | 3回戦                                          |
| 第107回大会（2025年） | 明豊（5年連続11回目）                          | 2回戦                                          | ○ 6 - 1 佐賀北                                 | 3回戦                                          |
| 第107回大会（2025年） | 明豊（5年連続11回目）                          | 3回戦                                          | ● 1 - 3 県岐阜商                               | 3回戦                                          |

## 通算成績
| 出場 | 試合 | 勝利 | 敗戦 | 引分 | 勝率 | 優勝 | 準優勝 | ベスト4 | ベスト8 |
| ---- | ---- | ---- | ---- | ---- | ---- | ---- | ------ | ------- | ------- |
| 77   | 137  | 62   | 75   | 0    | .452 | 1    | 0      | 1       | 13      |

## 学校別成績
| 校名       | 出場数 | 直近出場 | 通算成績 | 最高成績 | 前身校           |
| ---------- | ------ | -------- | -------- | -------- | ---------------- |
| 大分商     | 15回   | 2023年   | 12勝15敗 | ベスト8  | 大分二・大分城崎 |
| 津久見     | 12回   | 1988年   | 16勝11敗 | 優勝1回  |                  |
| 明豊       | 11回   | 2025年   | 13勝11敗 | ベスト8  |                  |
| 柳ヶ浦     | 8回    | 2003年   | 7勝8敗   | ベスト4  |                  |
| 日田林工   | 4回    | 2008年   | 4勝4敗   | 3回戦    |                  |
| 佐伯鶴城   | 3回    | 1996年   | 3勝3敗   | ベスト8  |                  |
| 鶴崎工     | 3回    | 2006年   | 1勝3敗   | 2回戦    |                  |
| 大分工     | 3回    | 2010年   | 0勝3敗   | 初戦敗退 | 大分二           |
| 藤蔭       | 3回    | 2019年   | 0勝3敗   | 初戦敗退 |                  |
| 臼杵       | 2回    | 1949年   | 1勝2敗   | 2回戦    | 臼杵中           |
| 別府鶴見丘 | 2回    | 1956年   | 1勝2敗   | 2回戦    | 別府一           |
| 中津東     | 2回    | 2000年   | 1勝2敗   | 2回戦    | 中津工           |
| 別府翔青   | 2回    | 2005年   | 1勝2敗   | 2回戦    | 別府商・別府青山 |
| 大分       | 2回    | 2016年   | 0勝2敗   | 初戦敗退 |                  |
| 楊志館     | 1回    | 2007年   | 2勝1敗   | ベスト8  |                  |
| 大分上野丘 | 1回    | 1958年   | 0勝1敗   | 初戦敗退 |                  |
| 高田       | 1回    | 1961年   | 0勝1敗   | 初戦敗退 |                  |
| 日田       | 1回    | 1995年   | 0勝1敗   | 初戦敗退 |                  |
| 杵築       | 1回    | 2012年   | 0勝1敗   | 初戦敗退 |                  |